# Flughafen Kudat

i8
i11
i13
Der Flughafen Kudat (engl. Kudat Airport, IATA-Code: KUD, ICAO-Code: WBKT) ist der Flughafen der Stadt Kudat, im malaysischen Bundesstaat Sabah auf der Insel Borneo.
Der Flughafen ist ein zivil genutzter Inlandsflughafen. Er zählt wegen seiner extrem kurzen Start- und Landebahn von nur 730 m zu den sogenannten STOL-Airports (Short Take-Off and Landing Airports). Er wird deshalb nur von kleineren Maschinen der MASwings angeflogen. Flüge der Malaysia Airlines werden als Code Share abgewickelt. Verbindungen existieren von und nach Kota Kinabalu und Sandakan.

## Geschichte
Während des Zweiten Weltkriegs legte die Japanische Armee in Kudat einen Flugplatz an. Die Arbeitskräfte – bestehend aus Einheimischen und Zwangsarbeitern aus Java, Indonesien – benutzten Korallen als Tragschicht für die Rollbahn. Viele Indonesier starben während der Bauarbeiten an Krankheiten und Hunger. 1945 griffen B-25-Bomber der United States Far East Air Force mehrfach den Flugplatz an und machten ihn unbenutzbar. Der heutige, von Malaysia Airport Berhad betriebene Flughafen wurde teilweise auf den Resten des früheren japanischen Flugplatzes errichtet.

## Zwischenfälle
Am 10. Oktober 2013 stürzte eine De Havilland Canada DHC-6-310 Twin Otter der MASwings mit dem Luftfahrzeugkennzeichen 9M-MDM auf dem Flug von Kota Kinabalu bei einem missglückten Durchstartmanöver kurz hinter dem Flugplatz ab. Bei dem Unfall starben zwei Menschen, vier weitere wurden verletzt.

## Weitere Bilder

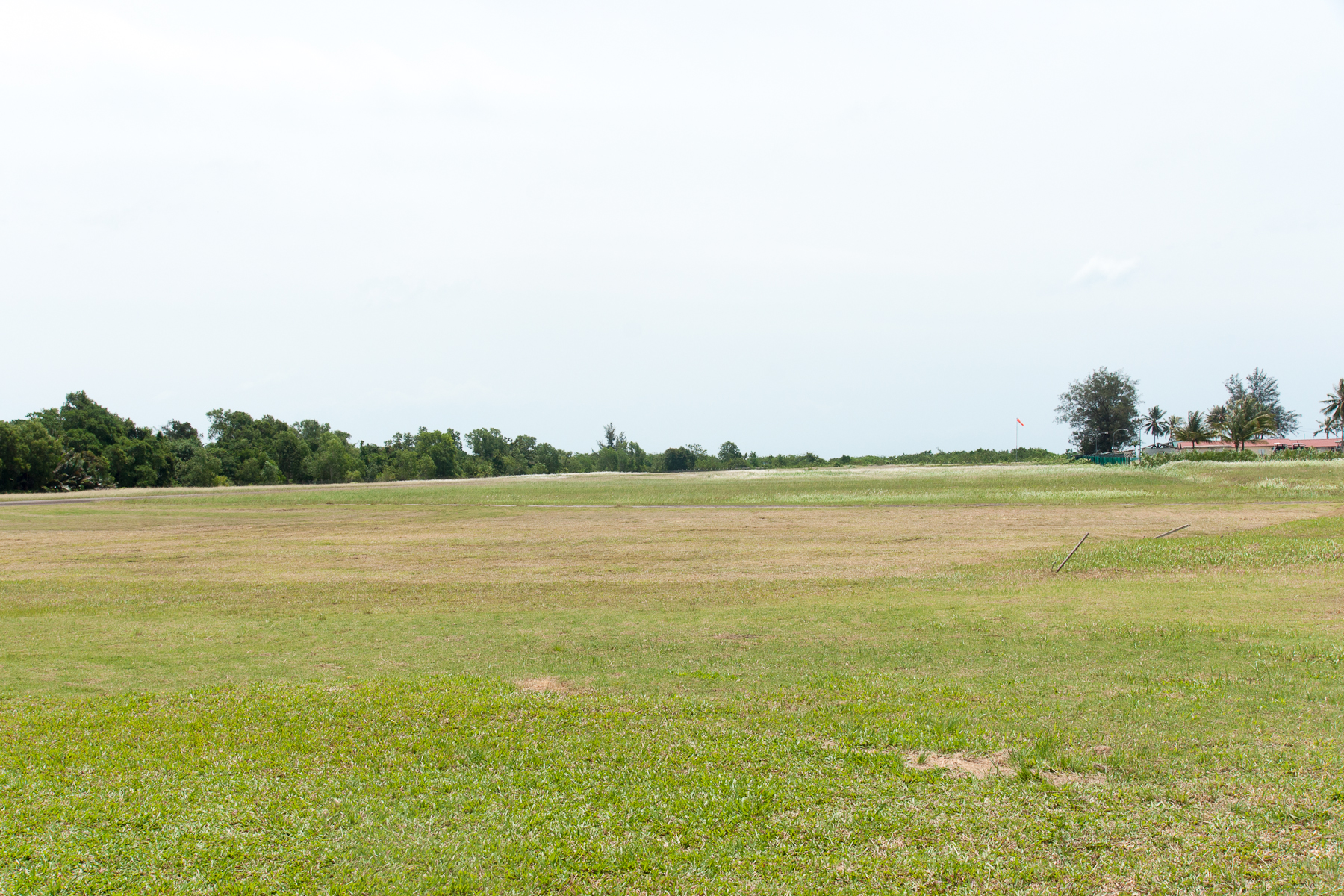
Vorfeld mit Start- und Landebahn
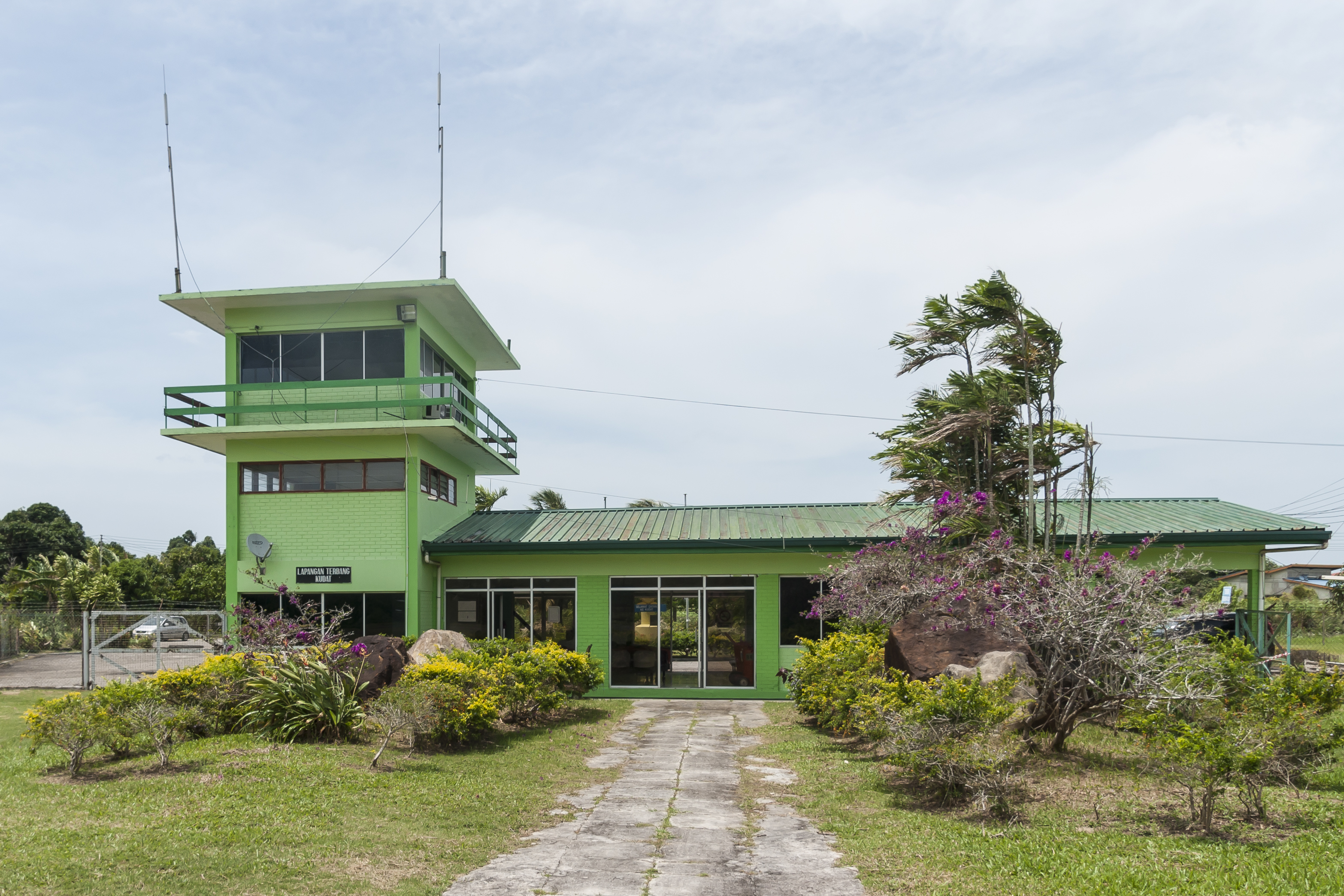
Abfertigungsgebäude und Kontrollturm
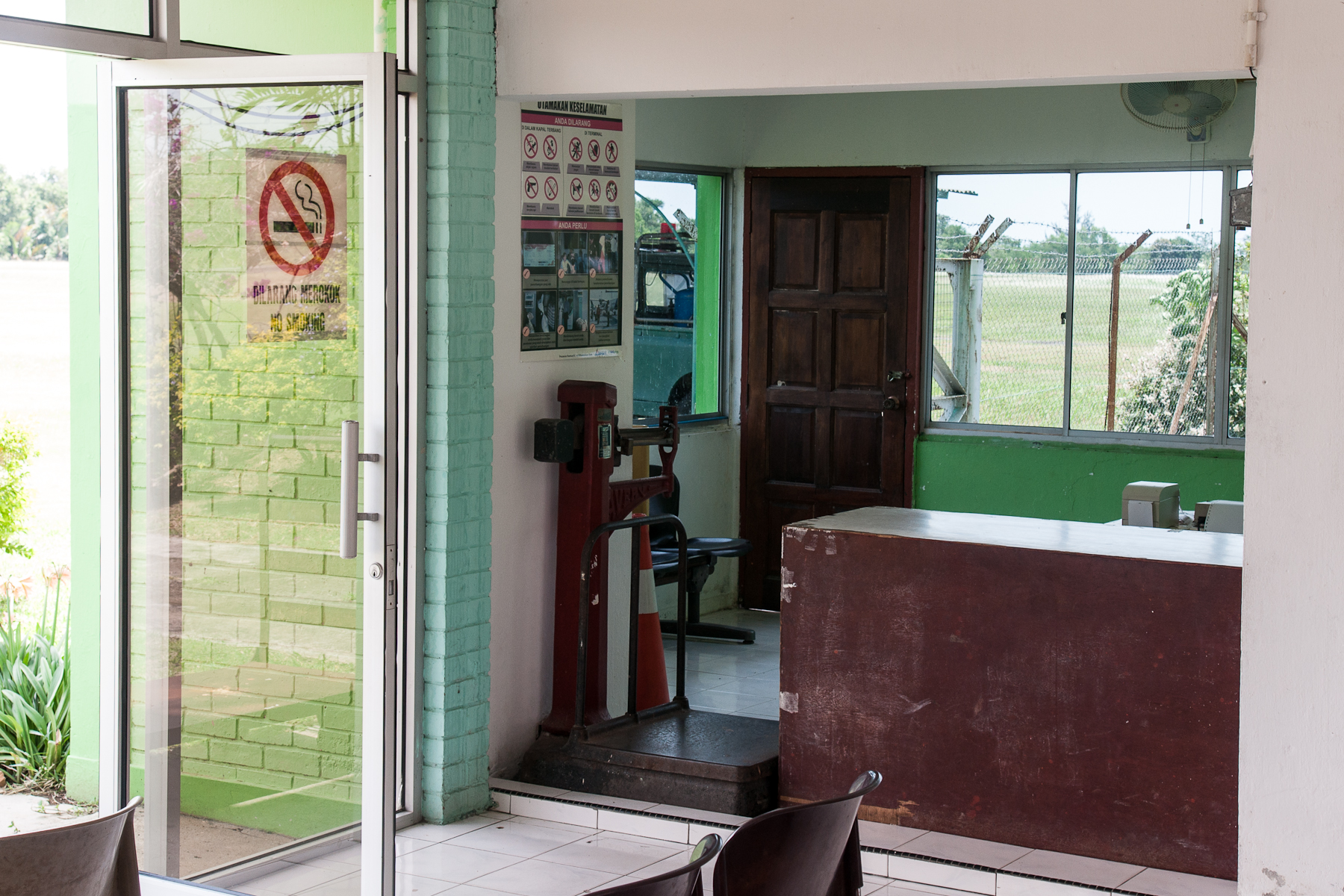
Check-in-Schalter
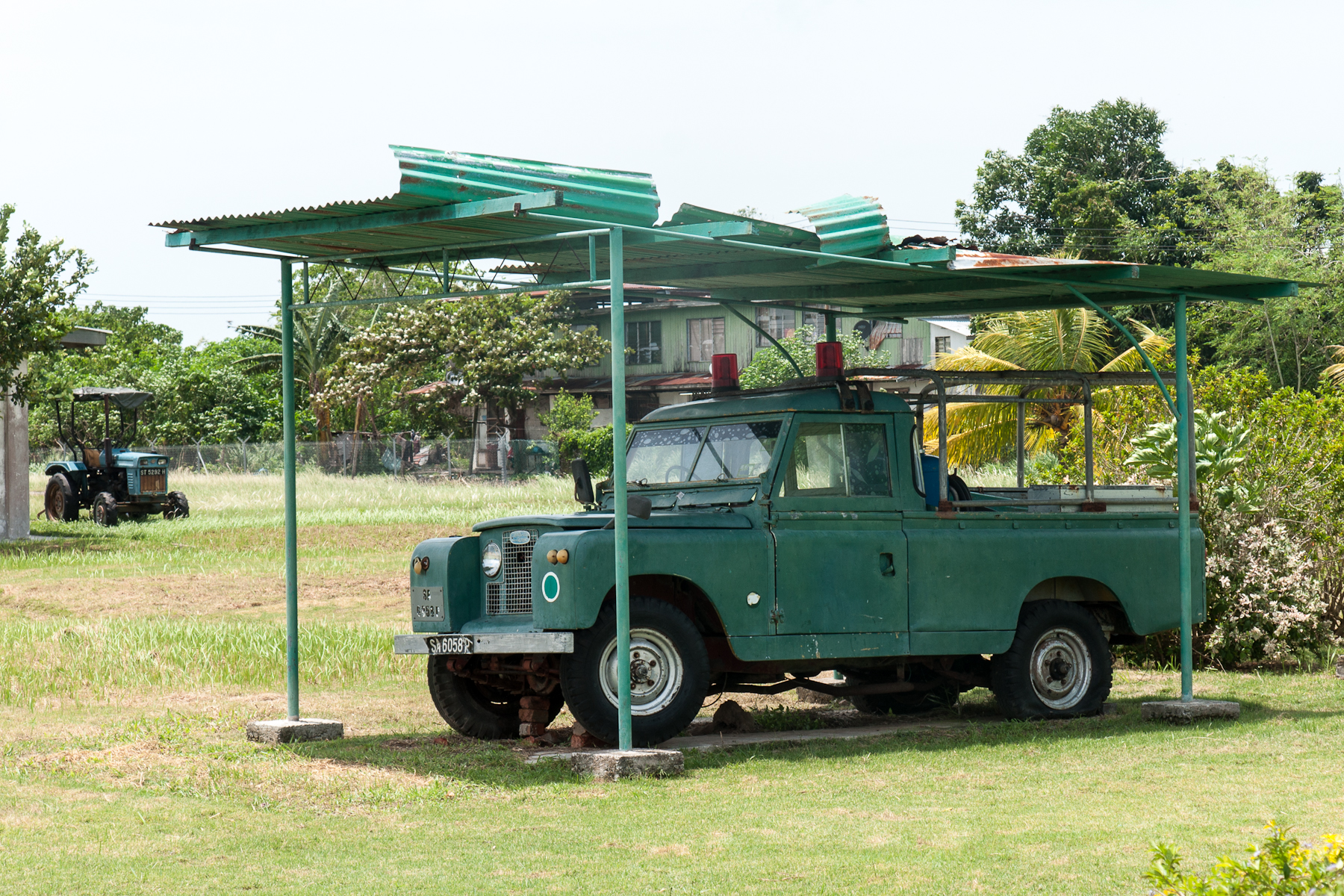
Vorfeldfahrzeug